# Errick Craven
Errick Craven, né le 4 juillet 1983 à Carson, est un joueur de basket-ball professionnel américain naturalisé ivoirien.

## Biographie
Errick Craven est né Carson en Californie. Il était un des meilleurs basketteurs de son lycée, remportant consécutivement deux titres de champions de Californie avec les Bishop Montgomery High. Il a été nommé meilleur joueur de troisième division avec son frère jumeau Derrick Craven.
Avec son frère jumeau, il joua quatre ans à l'Université de Californie du Sud. Il était titulaire lors de ses 4 années à l'Université de Californie du Sud, il a mené les USC Trojans dans le top 10 du championnat NCAA lors de ses trois premières années avant d'enchaîner les blessures durant sa dernière année.
À la fin de sa carrière universitaire, il disputa la NBA Summer League avec les Dallas Mavericks avant de continuer sa carrière à l'étranger. Il commença sa carrière professionnelle en Turquie, puis au Vénézuela avant de retourner aux États-Unis en NBA D-League, il retourna ensuite jouer en France. Il disputa la saison 2008-2009 du championnat de Pro B avec le Stade Clermontois Basket Auvergne dont il fut élu MVP étranger de l'année.
Il remporta la médaille d'argent lors du Championnat d'Afrique 2009 avec l'équipe nationale de Côte d'Ivoire.
En juillet 2014, après une année sans compétition et un retour aux États-Unis, il revient en France et signe à Bordeaux

## Clubs successifs
- 2005 - 2006  Beykozspor (TBL)
- 2006 - 2007  Saint-Quentin Basket (Pro B)
- 2007 - 2008 :
  -  D-Fenders de Los Angeles (D-League)
  -  Cocodrilos de Caracas
- 2008 - 2009 :  Stade clermontois Basket (Pro B)
- 2009 - 2010 :
  -  JDA Dijon (Pro A)
  -  Boulazac (Pro B)
- 2010 - 2011 :  JDA Dijon (Pro B)
- 2011 - 2012 :  JA Vichy (Pro B)
- 2012 - 2013 :  Saint-Vallier (Pro B)
- 2014 - 2015 :  Jeunes de Saint-Augustin Bordeaux Métropole (NM1)

## Palmarès
Médaille d'argent au Championnat d'Afrique en 2009

## Récompenses
- MVP étranger Pro B 2009